# Juan Jorge Giha Sr.
Juan Jorge Giha Ali (ur. 23 października 1922, zm. w 1999) – peruwiański strzelec, olimpijczyk.
Startował na igrzyskach w 1972 roku (Monachium). Wystąpił tylko w trapie, w którym zajął 49. pozycję.
Jego synem jest Juan Jorge Jr., medalista olimpijski.

## Wyniki olimpijskie
| Igrzyska | Konkurencja | Wynik       | Miejsce | Źródło |
| -------- | ----------- | ----------- | ------- | ------ |
| IO 1972  | Trap        | 168 punktów | 49.     | [ 1 ]  |